# Rund um den Henninger-Turm 1993
Il Rund um den Henninger-Turm 1993, trentaduesima edizione della corsa, si svolse il 1º maggio su un percorso di 209 km, con partenza e arrivo a Francoforte sul Meno. Fu vinto dal danese Rolf Sörensen della squadra Carrera-Tassoni davanti al britannico Maximilian Sciandri e all'olandese Eddy Bouwmans.

## Ordine d'arrivo (Top 10)
| Pos. | Corridore           | Squadra                        | Tempo    |
| ---- | ------------------- | ------------------------------ | -------- |
| 1    | Rolf Sörensen       | Carrera-Tassoni                | 5h22'28" |
| 2    | Maximilian Sciandri | Motorola                       | a 33"    |
| 3    | Eddy Bouwmans       | Novemail-Histor-Laser Computer | s.t.     |
| 4    | Heinz Imboden       | Mecair-Ballan                  | s.t.     |
| 5    | Viatcheslav Ekimov  | Novemail-Histor-Laser Computer | s.t.     |
| 6    | Giorgio Furlan      | Ariostea                       | s.t.     |
| 7    | Frans Maassen       | Wordperfect                    | a 51"    |
| 8    | Olaf Ludwig         | Telekom                        | s.t.     |
| 9    | Jens Heppner        | Telekom                        | s.t.     |
| 10   | Kai Hundertmarck    | Motorola                       | s.t.     |